# Rozmowa dwóch sąsiadów
Rozmowa dwóch sąsiadów (biał. Гутарка двух суседаў, biał. łac. Hutarka dvuch susiedaŭ) – cykl białoruskich anonimowych utworów literackich napisanych w XIX wieku. Za autorów uważa się Władysława Syrokomlę oraz Wincentego Korotyńskiego. Został wydany w łacince w białostockiej podziemnej drukarni w oddzielnych numerach w przededniu powstania styczniowego. W latach 1861–1862 ukazały się 4 numery. Był to pierwszy periodyk wydany po białorusku.
Jest napisana w formie poetyckiego dialogu dwóch chłopów – doświadczonego Mateusza z prostym i naiwnym Józefem. Treść i orientacja ideologiczna tekstów jest bliska „Rozmowom starego dziadka”, odrębne zapisy (wrogość do „złych panów”, ukazujących sytuację narodu białoruskiego) bliskie są „Mużyckiej prawdzie” Kastusa Kalinouskiego i stoi u początków białoruskiej prasy demokratycznej.